# 기노성

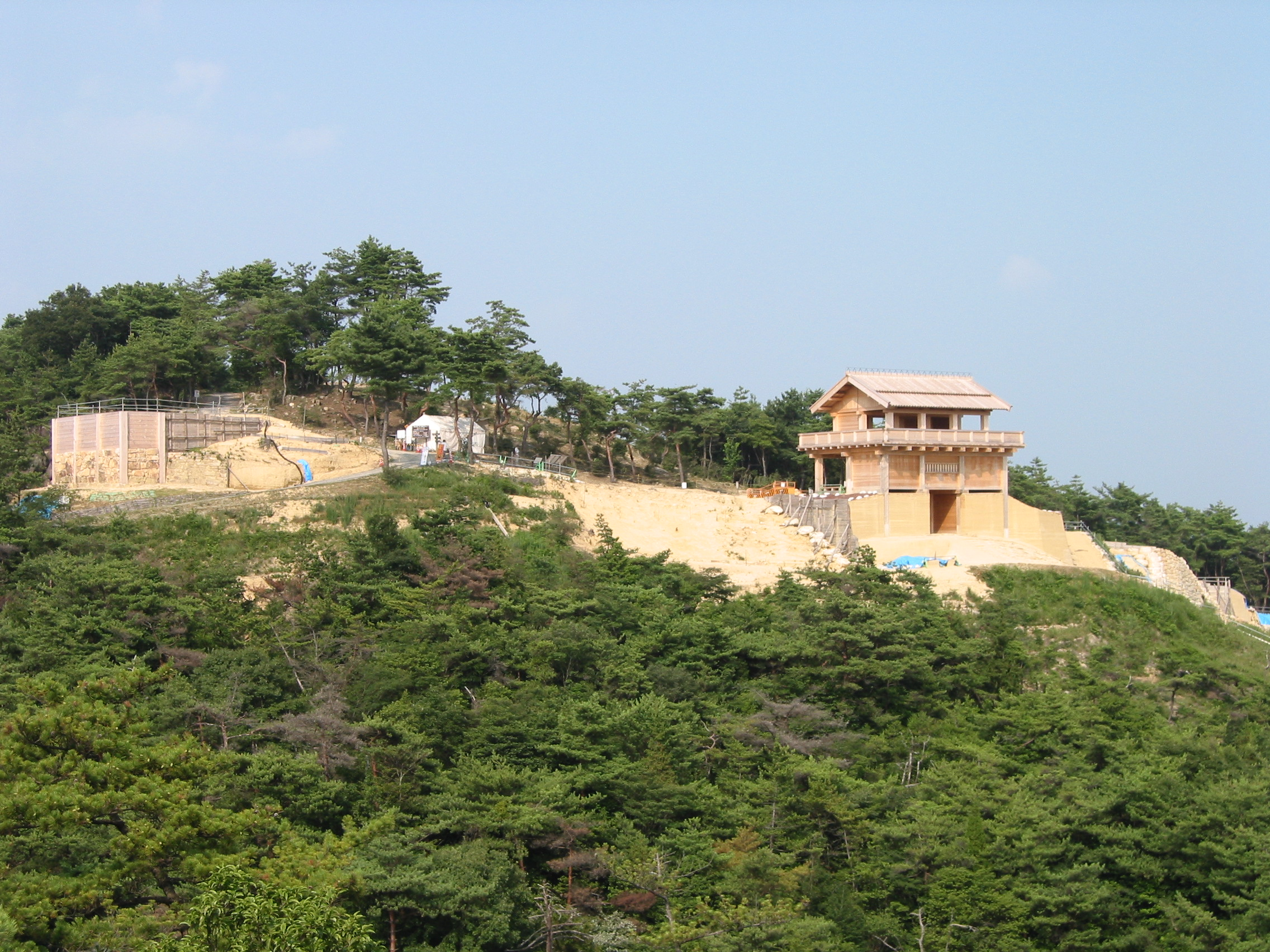
기노성 서문 복원중

기노성(일본어: 鬼ノ城, きのじょう)은 일본 오카야마현 소자시에 있는 신농석식(神籠石) 산성이다. 1986년 국가 사적으로 등록되었다.

## 개요
663년 백강 전투에서 일본-백제 연합군이 패한 후, 당, 신라의 침공에 대비해 축성했다고 여겨진다. 니혼쇼키(日本書紀) 등에는 서일본의 요충지에 오노성 등 12개의 백제식 산성을 축성했다는 기록이 있고, 기노 성도 이 방위시설 중 하나라고 추측된다.
그러나 어느 역사서에도 일체 기록이 없고, 축성 시기가 백강 전투 시점하고는 부합되지 않는 등, 아직 명확하게 이렇다 저렇다고 말할 수 없는 미지의 산성이다. 사서에 기재가 없고, 상기에 말했던 12개의 백제식 산성에 해당되지 않는 것을 신농석식 산성이라고 부른다.
절구형태의 기노조 산의 산정상 주위를 석벽과 토담으로 된 성벽이 주위 2.8km에 거쳐 둘러쳐 있다. 성에는 문과 성밖으로의 배수기능을 가진 수문이 존재한다. 문은 동서남북 4방향, 수문은 5군데에 있었다는 것이 확인되었다. 성 내부에는 식량 저장고등 건축물의 초석과 봉화, 물을 깃는 장소등이 확인되었다.
1986년 3월 25일에 국가 사적으로 지정되었다. 현재는 소자 시 교육위원회가 2001년부터 사적 정비를 담당하고 있다. 특히 서문이 있었던 장소에서는 건축물과, 토담, 석벽의 복원을 진행하고 있다. 2006년부터는 오카야마 현 교육위원회에서 성내 확인 조사도 시작했다. 덧붙여, 성이 있는 장소에서는 다수의 희소 식물도 있어 1999년 발굴조사와 자연보호라는 부분에서 마찰이 있었다.

## 우라 전설

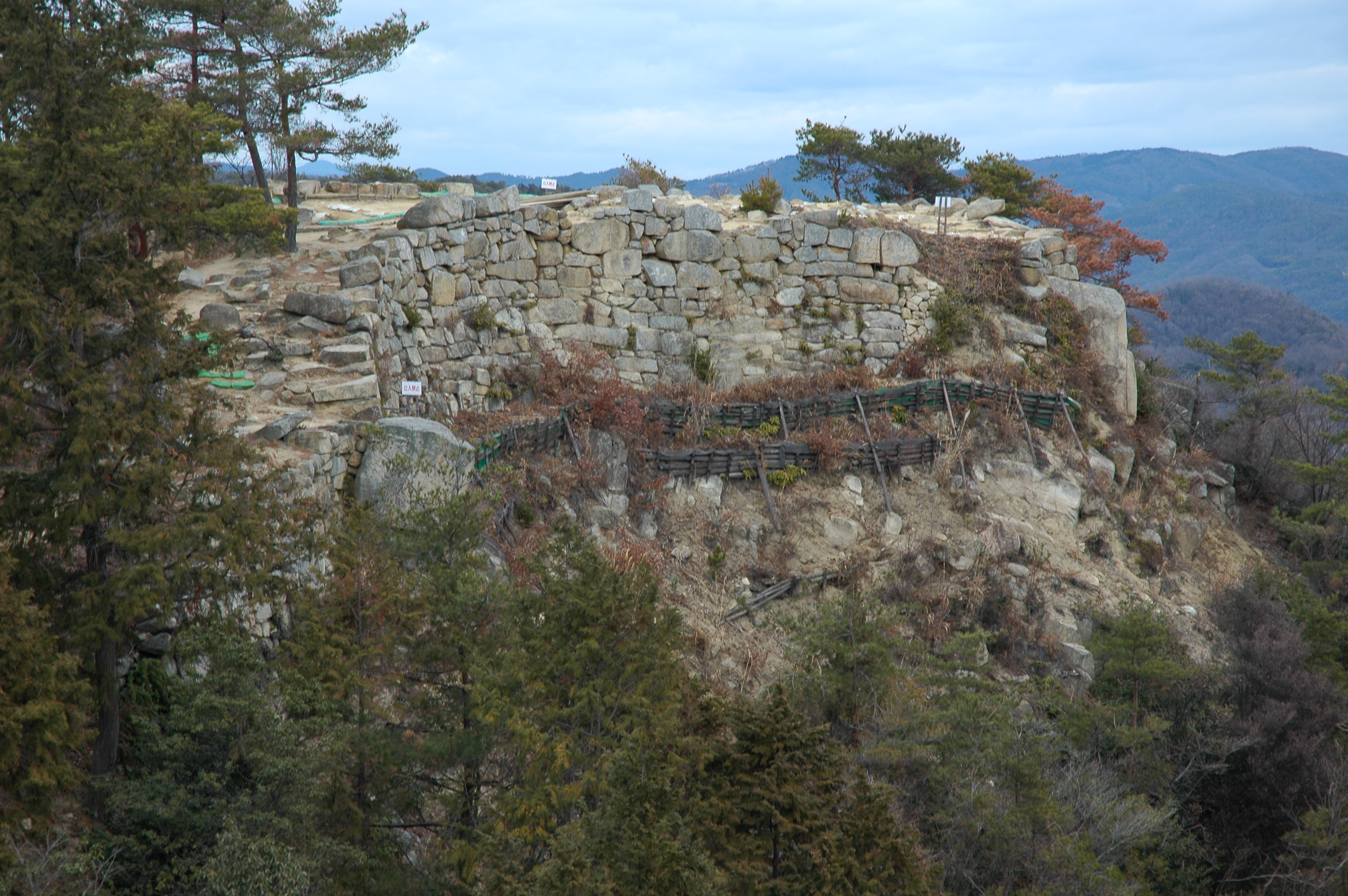
기노성 성벽

우라 전설이란 기비 지방에 전해오는 모모타로 이야기의 모티브가 된 전설이다.
고대 기비 지방에는 백제 왕자라고 칭하는 「우라 또는 온라」라는 오니(도깨비)가 살고 있었다. 그리고, 그는 기노 성을 거점으로 이 지역을 지배하고 악행을 저질렸다. 이에 스진 천황은 고레 천황의 아들인 기비쓰비코 노 미코토를 파견한다. 미코토는 현재 기비쓰 신사에 모셔져 있다. 미코토는 우라를 활로 쏘아 맞추었지만, 바위로 변해 삼겼다. 그래서, 미코토는 화살 두개를 동시에 쏘아 우라의 왼쪽 눈을 맞추었다. 그러자, 우라가 꿩이 되어 도망가자, 미코토는 매가 되어 쫓았다. 이제는 우라가 잉어가 되어 도망가자, 미코토는 가마우지로 변해 우라를 잡았다. 이렇게 해서 우라를 토벌했다고 전해진다. 각각의 전설이 남아 활을 먹었다는 곳엔 야구이 신사(矢喰神社), 우라의 눈에 피가 나와 흐르게 되었다는 지스이 강(血吸川), 잉어를 먹었다는 곳엔 고이쿠이 신사(鯉喰神社)가 존재한다.
우라는 제철기술을 가진 기비 지방의 호족이라 생각된다. 또, 지스이 강이 붉은 이유는 철분을 많이 함유했기 때문이다. 기비 지방은 오래전부터 철의 산지로 알려져 『真金吹く吉備(순금이 나오는 기비)』로 불리고 있다.